# Дом правительства (Нижний Новгород)
Дом правительства Нижегородской области (иногда Дворец правительства) — недостроенный административный комплекс на территории Нижегородского кремля. Находится в юго-западной части крепости, возле стены между Коромысловой и Тайницкой башнями.

## История
Решение о строительстве нового здания было принято в связи с тем, что региональные органы власти расположены в разных частях Нижнего Новгорода. Инициатором постройки был губернатор Валерий Шанцев. Необходимость постройки объясняли нехваткой площадей для госслужащих.
Строительство началось в 2007 году. Проект предусматривал поэтапный ввод в эксплуатацию: две очереди, первая из которых была разделена на три блока. Каркас и часть здания были возведены в 2008 году, после чего бюджетные средства поступали с перебоями. В 2010 году стройку временно приостановили из-за нехватки средств в областном бюджете. Недострой стоял без консервации 12 лет. В 2018 году был достроен третий блок первой очереди строительства.
В 2021 году выяснилось, что некоторые конструкции пришли в негодность — пришлось разобрать их и построить новые. По предварительным данным, на строительство потрачено более 1,2 млрд. рублей. В августе того же года было заявлено, что здание планируют достроить в 2023 году.

## Проект
Проект Дома правительства предусматривал две очереди строительства: в зданиях первой собирались разместить различные министерства и ведомства, а вторая — отдельное здание — предназначалась для губернатора Нижегородской области и его заместителей. Здание второй очереди собирались пристроить непосредственно ко второму корпусу Кремля (зданию присутственных мест), но его строительство так и не начали.
Архитектурный проект здания был создан главным архитектором научно-производственного предприятия «Архитектоника» Александром Худиным. По его словам:
«Концепция, которую мы создали на предыдущем конкурсе, легла в основу реализуемого в настоящее время проекта. Перед нами стояла задача придать этому участку Кремля максимальную завершённость. Вероятно, наши предки, построившие корпус присутственных мест (современное здание Законодательного собрания), не оставили бы этот участок открытым, а постарались бы замкнуть его. Мы попытались создать архитектурный ансамбль в русском классицизме, так как уже построенные здания присутственных мест и манежа выполнены в этом стиле».
Согласно проекту, комплекс включает в себя анфилады закрытых и открытых внутренних дворов. В результате, планировалось образовать новый квартал, сформировать внутренние дворы, а в центре создать круглую площадь, идентичную Казанской площади в Санкт-Петербурге. Строительство первой очереди было позже разделено на три блока, так как достроить его за раз целиком было невозможно из-за нехватки финансирования.

## Архитектура

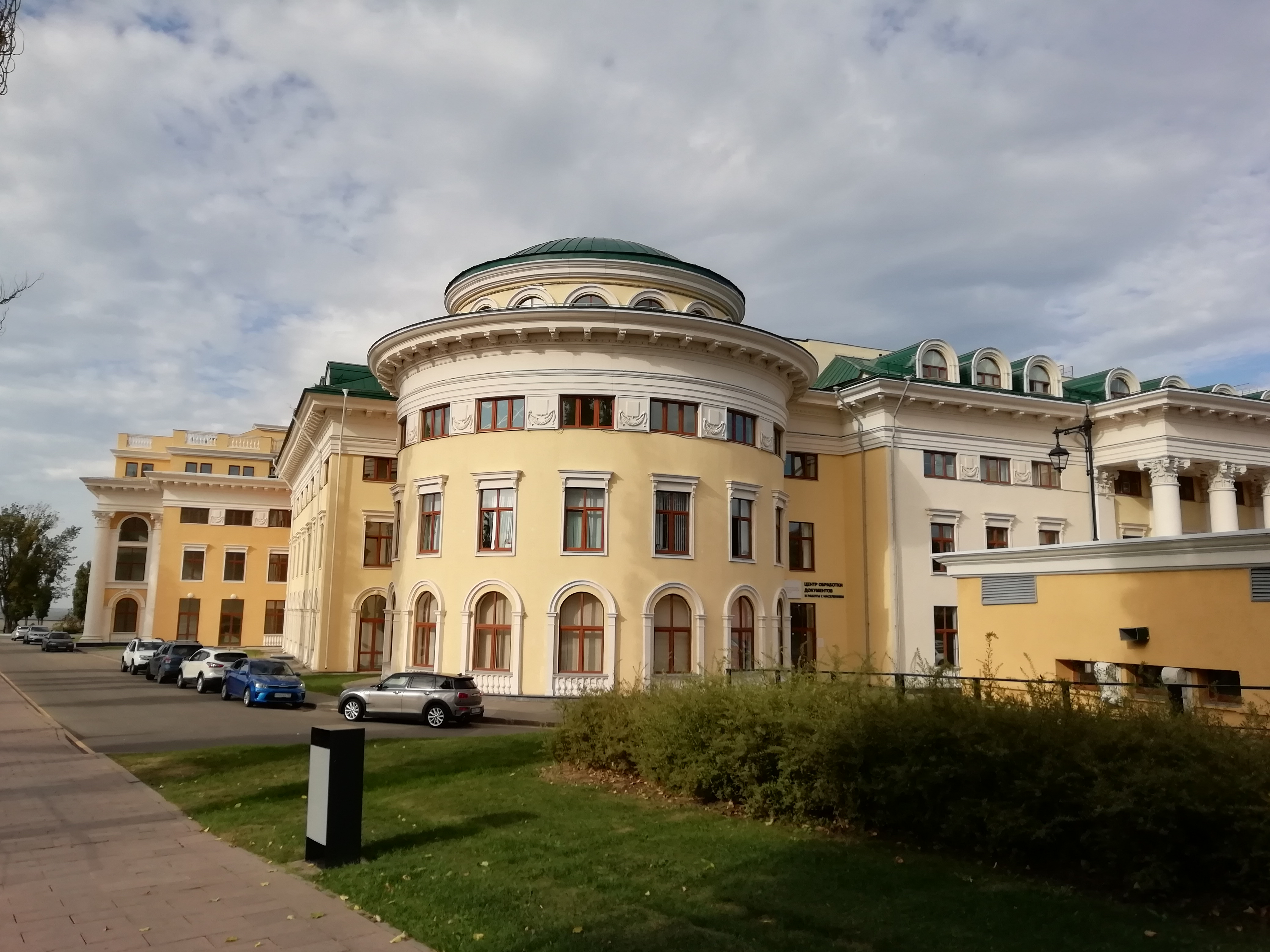
Угловая «башня» здания, вид со стороны Коромысловой башни

Доктор архитектуры Ольга Орельская отмечала, что стилистически здание правительственного комплекса относится к постмодернистской архитектуре, к направлению стилистического контекстуализма, для которого характерно проектирование нового здания «в окружении памятников архитектуры» (когда новое здание подчинено исторической среде на уровне стилистики, а зодчий применяет метод фрагментарного цитирования или свободной стилизации). Источником контекстуализма Дома правительства стал неоклассицизм, поскольку на территории, где возводится здание, сложился ансамбль классицистических зданий. Для проекта здания были характерны такие черты, как «стремление к строгости, величественности, ориентация на вечные эстетические ценности». При проектировании комплекса авторы проекта учли стиль русского классицизма XVIII века и авторски переосмыслили тему классического архитектурного ордера.

## Критика
Критике подвергалась необходимость нового строительства в историческом кремле. По мнению градозащитников, строительство на территории объекта культурного наследия запрещено в принципе, а данное строительство окончательно закрыло вопрос о признании Нижегородского кремля объектом ЮНЕСКО.
Кроме того, бытует мнение, что органы власти, напротив, должны находиться не в Кремле, а за его пределами. В мае 2019 года и. о. вице-премьера Виталий Мутко предложил вывести из Нижегородского кремля государственные учреждения и использовать его в качестве музейного пространства.